# Hold the Dark
Hold the Dark (no Brasil, Noite de Lobos; em Portugal, Para a Escuridão) é um filme americano de 2018, dirigido por Jeremy Saulnier e escrito por Macon Blair. Baseia-se no livro de mesmo nome escrito por William Giraldi. O thriller que é estrelado por Jeffrey Wright, Alexander Skarsgård, Riley Keough, James Badge Dale, Tantoo Cardinal e Julian Black Antelope, conta a história de um escritor especializado em lobos que é chamado à uma pequena vila no Alaska por uma mulher que teve seu filho aparentemente levado por lobos. O filme foi exibido pela primeira vez em 12 de setembro de 2018 no Festival Internacional de Cinema de Toronto e teve sua estreia mundial na plataforma de streaming Netflix em 28 de setembro de 2018.

## Enredo
Em dezembro de 2004, o especialista em lobos Russell Core (Jeffrey Wright), um naturalista aposentado, é chamado à pequena vila de Keelut no Alasca a fim de caçar lobos que são acusados do desaparecimento e possível morte de três crianças locais. Medora Slone (Riley Keough), cujo filho de seis anos, Bailey, foi a terceira criança a desaparecer, quer que Core mate os lobos supostamente responsáveis pelo desaparecimento do garoto. Enquanto isso, seu marido, Vernon (Alexander Skarsgård) está servindo ao exército no Iraque
Quando Russell chega ao Alaska, ele conhece Medora que lhe mostra onde as crianças sumiram. Apesar de mencionar que o pai da segunda criança a sumir, Cheon, é uma amigo de seu marido, ela diz que eles não falarão om ele. Medora se comporta estranhamente e na primeira noite ela anda pela casa nua, usando apenas uma máscara e tenta seduzir Russell. No dia seguinte, Russell rastreia e encontra um grupo de lobos que matou e está se alimentando de um dos filhotes do bando. Ele mira, mas não consegue atirar nos animais. Após retornar para a casa dos Slone, ele percebe que Medora sumiu. Ele percebe que a porta do porão está destrancada e ao investigar, ele descobre o corpo congelado (que Medora estrangulou e deixou para que ele descobrisse) de Bailey no local. Enquanto isso, Vernon esfaqueia e deixa para morrer um soldado americano que ele pegou estuprando uma mulher iraquiana. Vernon é atingido por um tiro no pescoço, mas sobrevive e é mandado para casa.
O moradores da vila acreditam que Medora está possuída por um espírito de lobo chamado, Tournaq. Vernon, agora já recuperado volta para casa. Após reconhecer o corpo do filho no necrotério, ele e Cheon matam dois oficiais de polícia que prometeram achar Medora. Eles também matam o médico legista e roubam o corpo de Bailey. Vernon e Cheon enterram o corpo do garoto em uma caixão de madeira, marcando-o com uma cruz com seu próprio sangue. Vernon lê e depois queima todos os documentos policiais sobre o caso, e sai determinado a achar Medora por ele mesmo. Ele visita e mata uma bruxa local, Illanaq, que anteriormente avisado avisado Russell para ficar longe daquele local.
Russell tenta avisar a polícia sobre Illanaq, mas sem conseguir falar por telefone, se dirige até Keelut onde descobre o corpo morto da velha senhora. A polícia chega a cidade para interrogar Cheon, mas ele é hostil e deixa claro que nunca se entregará. Antes que eles possam notar, Cheon atira no esquadrão de policia matando e ferindo muitos deles. O chefe de polícia Donald Marium (James Badge Dale) finalmente consegue entrar na casa de Cheon e matá-lo. Vernon pergunta sobre Medora em um hotel. A dona do local permite que Vernon tenha acesso ao quarto onde Medora havia se hospedado. Russell janta na casa de Donald Marium e conhece sua esposa que está grávida de seis meses. Russell conta a eles sobre sua filha que mora em Anchorage e com quem ele não tem muito contato.
Próximo ao hotel, Vernon encontra um velho caçador que fabrica e vende produtos derivados de lobos. O velho lembra que Vernon ainda criança e seu pai o haviam visitado há muitos anos, na ocasião seu pai queria comprar óleo de lobo para curar o jovem Vernon que estava agindo de forma "não natural". Vernon coloca um das máscaras que estão no local e mata o velho caçador. Enquanto está deixando o local, ele é atingido por um tiro no ombro disparado pela dona do hotel. Vernon, então, visita um velho amigo, Shan, que informa a ele que Cheon está morto e retira a bala de seu ombro. Russell se lembra sobre Medora falando sobre algumas fontes termais localizadas próximas a Keelut. Acreditando que a mulher possa estar lá, ele e Marium decidem ir até ao local para tentar encontrá-la antes de Vernon. Enquanto isso, Vernon acorda apenas para ouvir Shan chamando a polícia a fim de que Vernon seja capturado. Vernon, já mascarado, esfaqueia Shan na cabeça.
Marium e Russell encontram alguns rastros de lobo na neve, mas antes que possam perceber, Vernon atinge Marium com um flechada no pescoço. Russell deixando o corpo de Marium para trás se dirige às fontes termais, ele encontra Medora e tentar alertá-la à fugir mas é atingido por uma flecha no peito disparado por Vernon. Vernon tenta estrangular Medora, mas ela retira a máscara de seu rosto e os dois se abraçam. Russell desmaia. Quando Russell acorda, Vernon lhe oferece um cigarro e logo depois ele remove a flecha de seu peito e vai embora junto com Medora. Russell consegue se arrastar para fora da caverna, mas é cercado por um bando de lobos. Ele, no entanto, é salvo por um pai e seu filho e é levado para a casa deles para receber cuidados médicos. Vernon e Medora são vistos desenterrando e carregando a caixão contendo o corpo de Bailey pela neve. Russell acorda no hospital com sua filha ao lado de sua cama.

## Elenco
- Jeffrey Wright como Russell Core
- Alexander Skarsgård como Vernon Sloane
- Riley Keough como Medora Sloane
- James Badge Dale como Donald Marium
- Julian Black Antelope como Cheeon
- Macon Blair como Shan
- Tantoo Cardinal como Illanaq
- Beckham Crawford como Bailey

## Produção
Em setembro de 2015, foi anunciado que Jeremy Saulnier dirigia o filme, com Macon Blair escrevendo o roteiro e que Eva Maria Daniels, Russell Ackerman e John Schoenfelder seriam os produtores. As produtoras VisionChaos Productions e Addictive Pictures produziriam a obra, enquanto a A24 cuidaria da distribuição. Em janeiro de 2017, a Netflx anunciou que havia adquirido os direitos de distribuição do filme. Em fevereiro de 2017, Alexander Skarsgård, Riley Keough, James Bloor, James Badge Dale e Jeffrey Wright, se juntaram ao elenco.

### Filmagem
A fotografia principal começou em 27 de fevereiro de 2017 e terminou em 26 de abril de 2017. As filmagens foram feitas em e aos arredores de Calgary no Canadá e em Kananaskis Country, Alberta também no Canadá que foram usadas para substituir as paisagens do Alaska.

## Lançamento
Hold the Dark foi exibido pela primeira vez em 12 de setembro de 2018 no Festival Internacional de Cinema de Toronto e teve sua estreia mundial na plataforma de streaming Netflix em 28 de setembro de 2018.

### Recepção
No agregador de críticas de televisão e cinema Rotten Tomatoes, Hold the Dark tem 70% de aprovação e uma nota média de 6,5/10, baseado em 46 críticas. No website, o consenso da crítica é que: "Hold the Dark, com sua estética inquietante, oferece mais do que os espectadores esperam do diretor Jeremy Saulnier - e geralmente é o suficiente para sustentar bases narrativas instáveis". No Metacritic, outro agregador de críticas, o filme tem a nota de 62/100, baseado em 22 críticas.
Grande parte dos maiores críticos dos principais jornais e revistas escreveu críticas favoráveis ao filme. Robert Abele do jornal Los Angeles Times chamou o filme de "um mistério violento e intencionalmente enigmático" e disse que "sua ambição determinada e habilidade atmosférica mantém [Jeremy] Saulnier firmemente na categoria de diretores para assistir." Barry Hertz do The Globe and Mail deu ao filme duas estrelas e meia de três possíveis e disse: "É uma visão intrigante e muitas vezes emocionante, mas proporciona uma experiência mais confusa do que o necessário. Ainda assim, o diretor sabe como quebrar bem esses ossos." A.A. Dowd do The A.V. Club deu ao filme um B- e argumentou: "Se Hold The Dark não tem a pura tensão cortante dos filmes anteriores de Saulnier, ele ainda sabe como fazer a carnificina contar - para nos forçar a experimentar, em um nível intestinal, todas as baixas."  David Fear da revista Rolling Stone deu à película quatro de cinco estrelas, chamando o filme de "um extraordinário high-pulp potboiler, que mistura elementos de misticismo indígena, tragédia grega e filmes de vingança rural, junto com uma peça central genuinamente espetacular" Um dos poucos críticos que não gostaram muito do filme foi Chris Barsanti da revista especializada em cinema Film Journal International. Barsanti disse que Hold the Dark era "uma história sombria e impiedosa sobre a sangrenta lágrima de um veterano psicótico no remoto Alasca possui uma grandeza assombrosa e uma história redutora."